# سيرغي كوزنيتسوف
سيرغي كوزنيتسوف (بالروسية: Кузнецов, Сергей Алексеевич)‏ (12 مايو 1966 بتامبوف في روسيا - ) هو لاعب كرة قدم روسي (وحمل سابقاً جنسية الاتحاد السوفيتي) في مركز الدفاع. لعب مع نادي روتور فولغوغراد ونادي روستوف أون دون ونادي كريليا سوفيتوف سامارا وTP-47 ‏ وFC Spartak Tambov ‏ وإنرجيا فولجسكي ‏ ونادي شومن للمحترفين 2010.